# Okolek

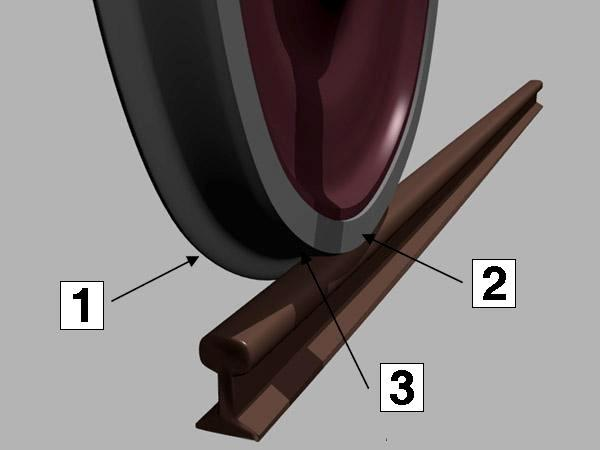
1 - okolek
2 - nákolek
3 - plocha odvalování

Okolek (někdy též nesprávně nákolek) je výstupek vytvořený po celém obvodu kola kolejového vozidla bránící sjetí kola z kolejnice. Obvykle se nachází na vnitřní straně kola (směrem dovnitř vozidla), takže brání sjetí kola vně kolejnice; toto umístění je vhodné z hlediska fyzikálních poměrů za jízdy. Ve speciálních případech je okolek oboustranný.

## Volba vnitřního okolku

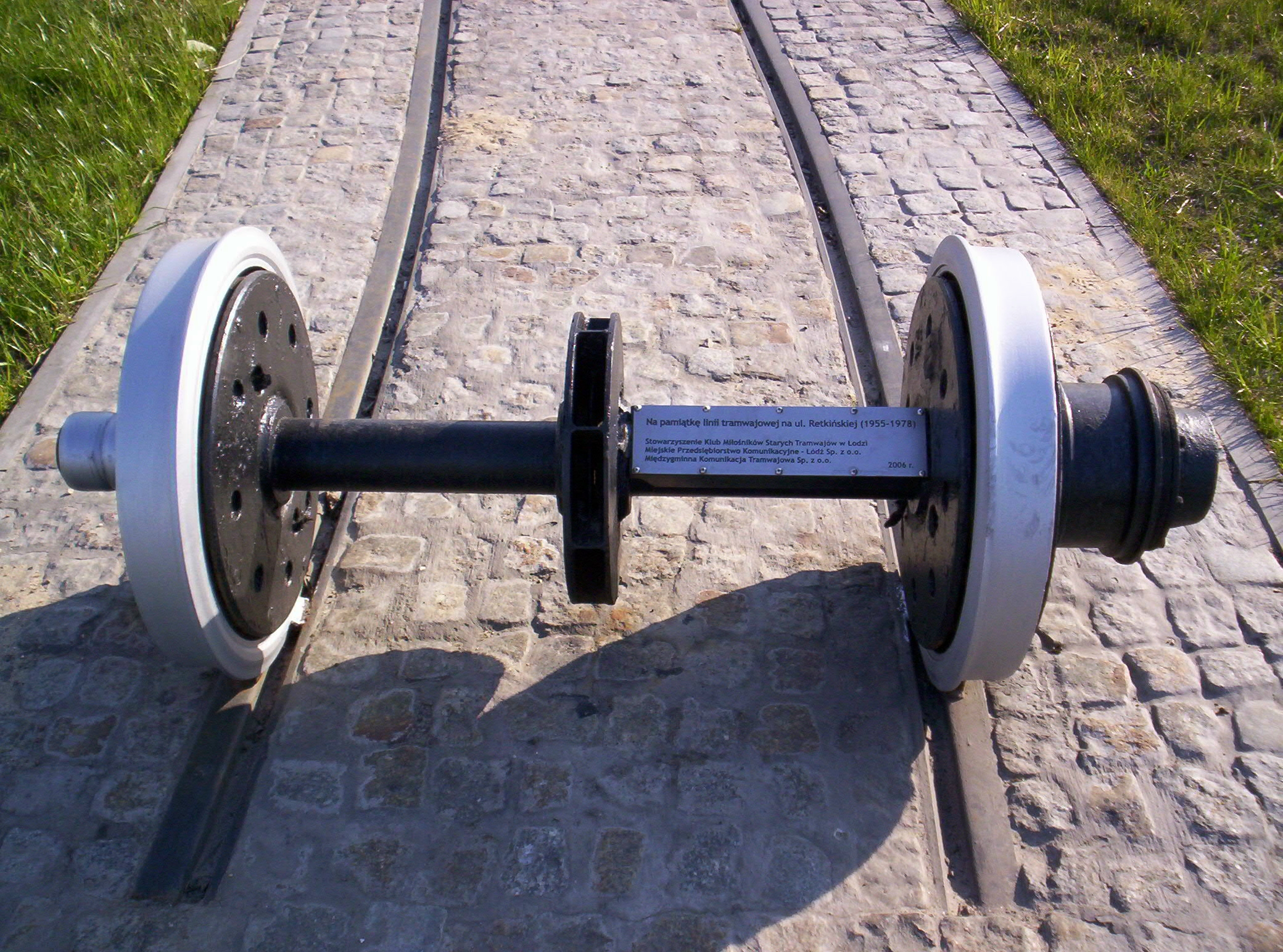
Dvojkolí klasického uspořádání s koly s okolky na vnitřní straně

Při průjezdu obloukem dochází k přitížení vnějšího kola (vzhledem ke středu oblouku) vlivem klopného momentu odvozeného od výšky těžiště vozidla a odstředivé síly; vnitřní kolo je naopak odlehčováno. To vede k volbě umístění okolku na vnitřní straně kola, aby vedoucím kolem bylo vnější kolo.

## Oboustranné vedení okolku
Na výhybkách a kolejových kříženích je kolejnice v protilehlém místě srdcovky doplněna přídržnicí, která jistí okolek z vnitřní strany při přejezdu druhého kola přes srdcovku. 
Rovněž při použití žlábkové kolejnice se počítá s oboustranným vedením okolku. Opornice na vnější straně kolejnice plní obdobnou roli jako hlava kolejnice u bezžlábkových kolejnic, avšak v celé délce koleje je okolek jištěn z vnitřních stran kolejnic i přídržnicí. Na výhybkách a kříženích je okolek v místě srdcovky veden žlábkem druhé kolejnice.
Na železničních přejezdech a u zadlážděných kolejí se užívá lišta chránící prostor pro průjezd okolku, ta by však neměla přijít s okolkem do kontaktu.

## Oboustranný okolek

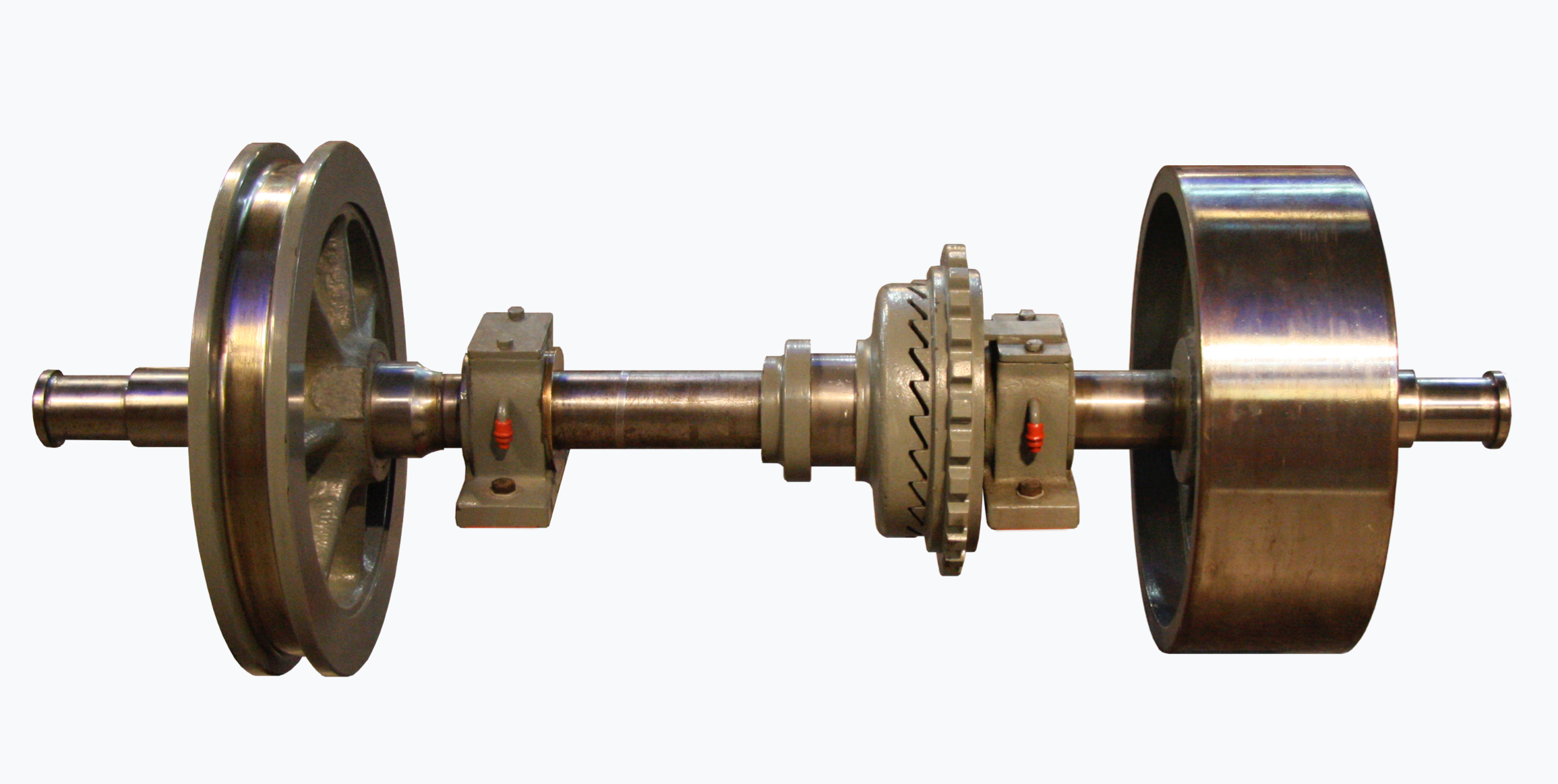
Dvojkolí vozu lanové dráhy se dvěma okolky na jednom kole

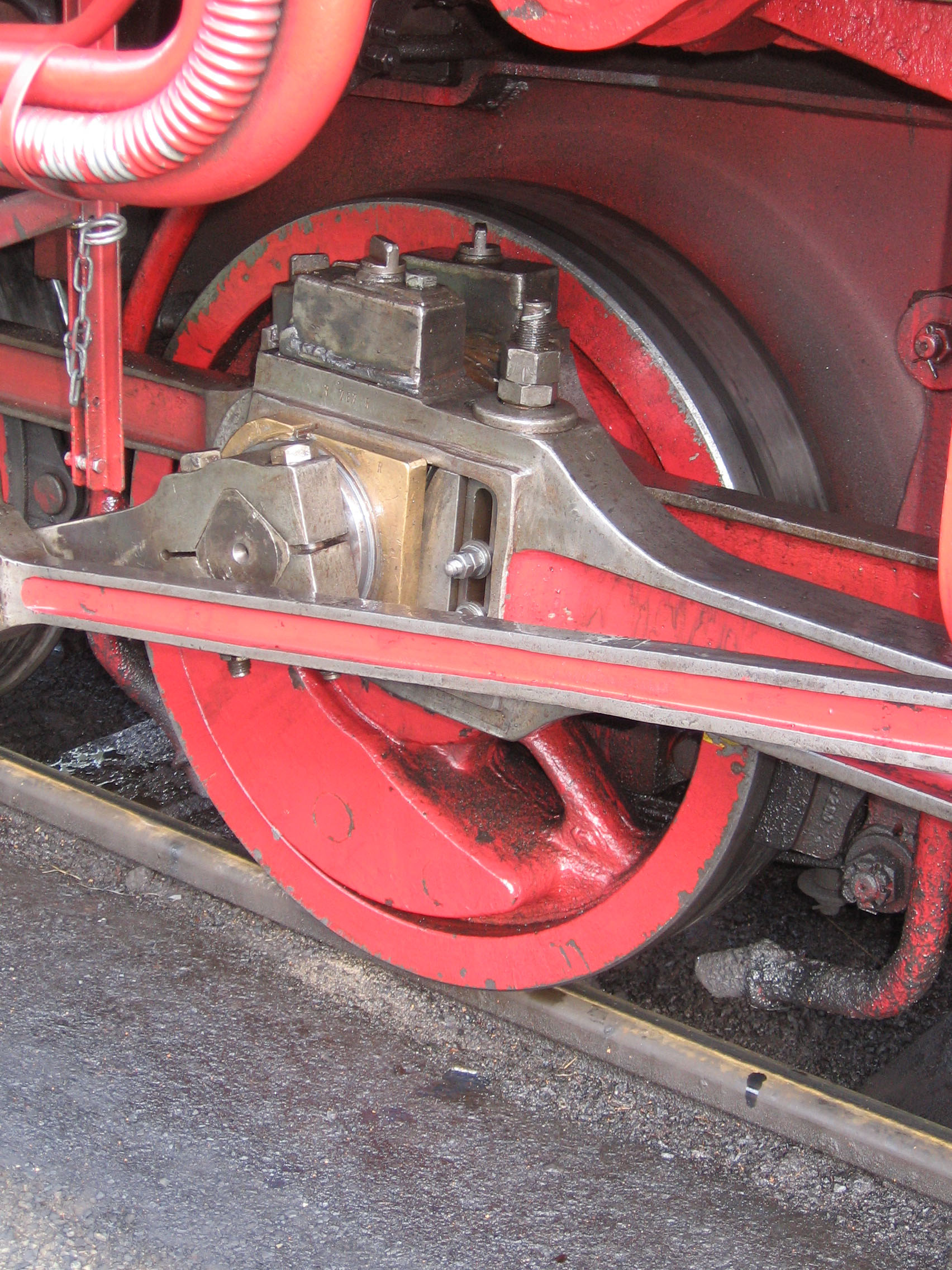
Některá dvojkolí vícenápravových vozidel mívají pro snadnější průjezd obloukem okolky zeslabené nebo je nemají vůbec.

Kola s oboustrannými okolky se používají u pozemních lanovek s kyvadlovým provozem, kdy jeden vůz má na jedné straně kola s okolky a druhý vůz je má na straně opačné. Druhé kolo dvojkolí je pak hladké, bez okolků.
Toto řešení umožňuje konstrukci výhybek v místě míjení bez pohyblivých částí nazývaných Abtovy výhybky. Ve výhybně se pak každý vůz drží své nepřerušené vnější kolejnice, zatímco vnitřní kolejnice je poskládána z částí tak, aby byl vzniklými mezerami umožněn průjezd okolku druhého vozu a křížení s lanem (lany).
Kola s oboustrannými okolky se užívají také u mostových a portálových jeřábů.